# Atvena's Wake
Atvena's Wake es una banda de deathcore/metalcore, con un sonido sinfónico en sus canciones, provienente de Perth, Australia, creada en el año 2006.

## Historia
Atvena's wake se formó originalmente de vuelta a finales de 2006 y rápidamente han creado un público fiel. Juegan un sólido estilo apretado, fuerte, de la música contemporánea de metal. Incorporan muchas influencias del black metal sinfónico, death metal, hardcore y hasta un poco de thrash metal a veces. Hay muchos términos pesados que dominan el sonido de la banda. Se mezclan en algunas partes melódicas junto con todo lo agresivo del death metal. Las voces también siguen el mismo camino que la música pesada. Tienen duras mezclas de hardcore con sonidos de melodic death metal y un poco de thrash metal y black metal sinfónico. 
En el año 2008 la banda terminó de grabar su primer EP llamado Hermetica, se refiere a los textos griegos antiguos (300-600 a. C.) llamados libros herméticos. El disco fue lanzado oficialmente en el año 2009.

## Miembros
- TJ Sinclair - Voz
- Shaun Mcilroy - Guitarra
- Julian Tedesco - Guitarra
- Scotty Doig - Bajo, Voz
- Adam Clifton - Teclado electrónico
- Alex Reid - batería

## Miembros anteriores
- Bolland Taylor - Voz
- Daniel Mooney - batería

## Discografía

### Hermetica(2009)
- «The Misconception Undefined» - 4:45
- «Blood Countess» - 5:04
- «Make it Look Like Hell» - 3:04
- «Sands Through the Hourglass» - 4:14
- «A Hero's Holocaust» - 4:48
- «What Was a Morning Sky» - 4:56

### Atvena's Wake(2010)
- «In the Absence of the Dreamwalkers» - 05:23
- «Dawn and Perish» - 05:31
- «Looks Like Tragedy» - 03:50
- «Which Led to Bloodshed» - 04:17
- «Blood Countess Pt II» - 04:03